# Iy’Ọba

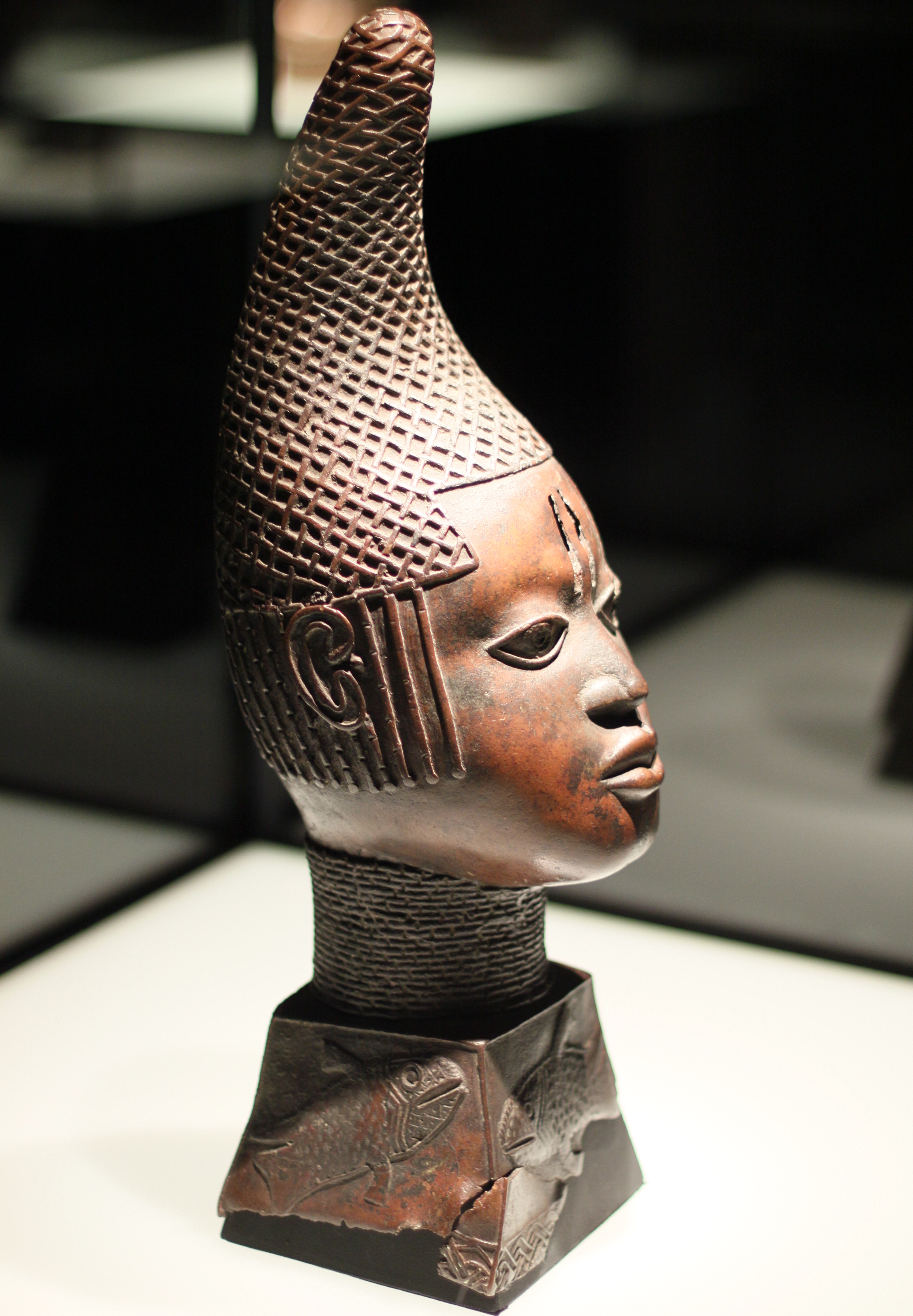
Aus Bronze gegossener Gedenkkopf für eine Iy’Ọba aus dem frühen 16. Jahrhundert

Iy’Ọba ist ein Titel des Königshauses von Benin, der in etwa mit Königinmutter übersetzt werden kann. Die erste Trägerin des Titels war im 16. Jahrhundert Idia, die Mutter von Oba Esigie. Die Trägerin des Titels nahm eine bedeutende politische Rolle in der gesellschaftlichen Hierarchie des Königreiches von Benin ein, sie kam in Hinsicht auf die ihr zustehenden Privilegien direkt hinter dem regierenden Oba. So stand ihr ein eigener Palast und weibliches Gefolge zu, auch hatte sie das Recht, Bronzestatuen zum rituellen oder persönlichen Gebrauch anfertigen zu lassen. Nach ihrem Tod wurde einer Iy’Ọba zu Ehren ein Altar errichtet, der normalerweise mit einem Kopf aus gegossener Bronze als Erinnerungszeichen versehen war. Die von diesen Gedenkköpfen und anderen Kunstwerken bekannte Frisur wird auch heute noch von den Frauen der Königsfamilie am Hof von Benin getragen.

## Kunstwerke
Es gibt verschiedene Arten von Darstellungen von Iy’Ọbas in der Kunst des Königreichs Benin, die uns heute noch bekannt sind. Sie alle gehören zu den sogenannten Benin-Bronzen. Diese heute bekannten Artefakte, die Iy’Ọbas darstellen, sind Teil des Schatzes, der im Rahmen von größeren Kolonialverbrechen Ende des 19. Jahrhunderts vom Königshof von Benin geplündert wurden.

### Uhunmwu-Ẹkuẹ oder Anhänger in Maskenform
Unter den Benin-Bronzen gibt eine große Anzahl von Anhängern in Maskenform (über 200), die in der Sprache Edo Uhunmwu-Ẹkuẹ genannt werden. Unter diesen Masken gibt es Menschen und Tierdarstellungen. Dabei sind die menschlichen Darstellungen meist männlich, aber es gibt auch einige Masken, die Frauen zeigen. Am bekanntesten sind allerdings fünf Uhunmwu-Ẹkuẹ, die eine Iy’Ọba zeigen, die sogenannten Idia-Elfenbeinanhänger. Vier von ihnen befinden sich heute in europäischen und amerikanischen Museen: im British Museum in London, im Metropolitan Museum of Art in New York City, im Seattle Art Museum und in der Al Thani Collection in Paris. Im Dezember 2022 wurde der fünfte Elfenbeinanhänger aus dem Linden-Museum in Stuttgart von Deutschland an Nigeria restituiert.

### Uhunmwu elao ọghe Iy’ọba oder Gedenkköpfe für eine Iy’ọba
Im Königreich Benin gab es die spirituelle Praxis aus Bronze gegossene Gedenkköpfe als Altäre für Ahnen herzustellen. Dabei war ein Teil dieser Gedenkköpfe auch den Iy’Ọbas gewidmet. Die Gedenkköpfe für die Iy’Ọbas zeichnen sich durch die nach vorne geneigte Spitze ihrer korallenbesetzten Krone aus. Ansonsten zeigen sie eine ähnliche stilistische Entwicklung auf, wie die Gedenkköpfe für Obas. Frühere Versionen von Gedenkköpfen wurden mit eher dünneren Wänden gegossen und zeigen sehr dicht mit Perlen besetzte Krägen, die sich bis unter das Kinn anschmiegen. Bei späteren Köpfen, die dickere Wände haben, bedecken übergroße zylinderförmige Krägen das Gesicht bis zur Unterlippe. Sie haben außerdem ein rundes Loch im hinteren Teil der Krone, in dem ein geschnitzter Elfenbeinzahn platziert werden kann. Bemerkenswert ist, dass viele dieser Gedenkköpfe der Iy’Ọbas unter den Augen vier Markierungen zeigen. Normalerweise ist diese Zahl Darstellungen von Männern vorbehalten, Frauendarstellungen zeigen üblicherweise nur drei entsprechende Markierungen. Dies ist ein Hinweis darauf, dass die Iy’Ọba mit ihrer Krönung einen Status erlangte, der normalerweise Männern vorbehalten war.
Das erste solche Kunstwerk ist vermutlich der Gedenkkopf für Idia, der nach ihrem Tod für ihren Altar gefertigt wurde. Man geht davon aus, dass ihr Sohn Oba Esigie die Praxis Gedenkköpfe für Königinnenmütter zu fertigen, diesen Brauch begann. Der Gedenkkopf für Idia ist heute Teil der Sammlung des British Museum.
Uns sind heute 48 Uhunmwu elao ọghes für eine Iy’ọba bekannt. Die Gedenkköpfe sind heute in insgesamt 29 verschiedenen europäischen und nordamerikanischen Museen verteilt, nur einer der Köpfe befindet sich heute in Nigeria und wird dort im Nationalmuseum in Lagos ausgestellt. Das ethnologische Museum in Berlin hat mit 9 Gedenkköpfen die meisten dieser Artefakte in seiner Sammlung.

### Iy’Ọba-Figuren
Es existiert eine Reihe von Figuren, die Iy’Ọbas darstellen, sie  sind meist aus Elfenbein geschnitzt. Auch aus Bronze oder anderen Metallen gegossene Figuren sind erhalten, letztere wurden vermutlich von Altären abgebrochen. Kennzeichnend für die Figuren ist ebenso wie für die gegossenen Bronzeköpfe die besondere, oben konisch zulaufende Frisur, die sogenannte Ukpo-Khokho-Frisur. Die genaue Verwendung der Elfenbeinfiguren ist nicht bekannt. Dies ist auf den Verlust von Wissen durch die britische Invasion von 1897 und das daraus resultierende generationsübergreifende Trauma zurückzuführen.
Iy’Ọba-Figuren sind heute in verschiedenen Museen verstreut, z. B. im Field Museum in Chicago, im Ethnologischen Museum Berlin, dem Weltmuseum Wien und dem MARKK Museum am Rothenbaum, im Museum fünf Kontinente, sowie im Världskultur Museerna in Stockholm.